# Thyone okeni
Thyone okeni is een zeekomkommer uit de familie Phyllophoridae.
De wetenschappelijke naam van de soort werd in 1884 gepubliceerd door Francis Jeffrey Bell.